# Ranchu
Ranchu – pochodząca z Japonii odmiana złotej rybki, wywodzącej się od jednego z podgatunków karasia złocistego – Carassius auratus auratus, w hodowli akwarystycznej popularnie zwanymi welonami. Jest to jeden z typów odmiany lwia główka.
Budowa ciała bardziej kulista, cechą wyróżniającą jest brak płetwy grzbietowej. Pozostałe płetwy są parzyste i stosunkowo krótkie. Na dużej głowie występuje duża narośl. Narośl ta występuje również na policzkach.
Oprócz barwy czerwonej w hodowli akwaryjnej występuje barwa czarna.

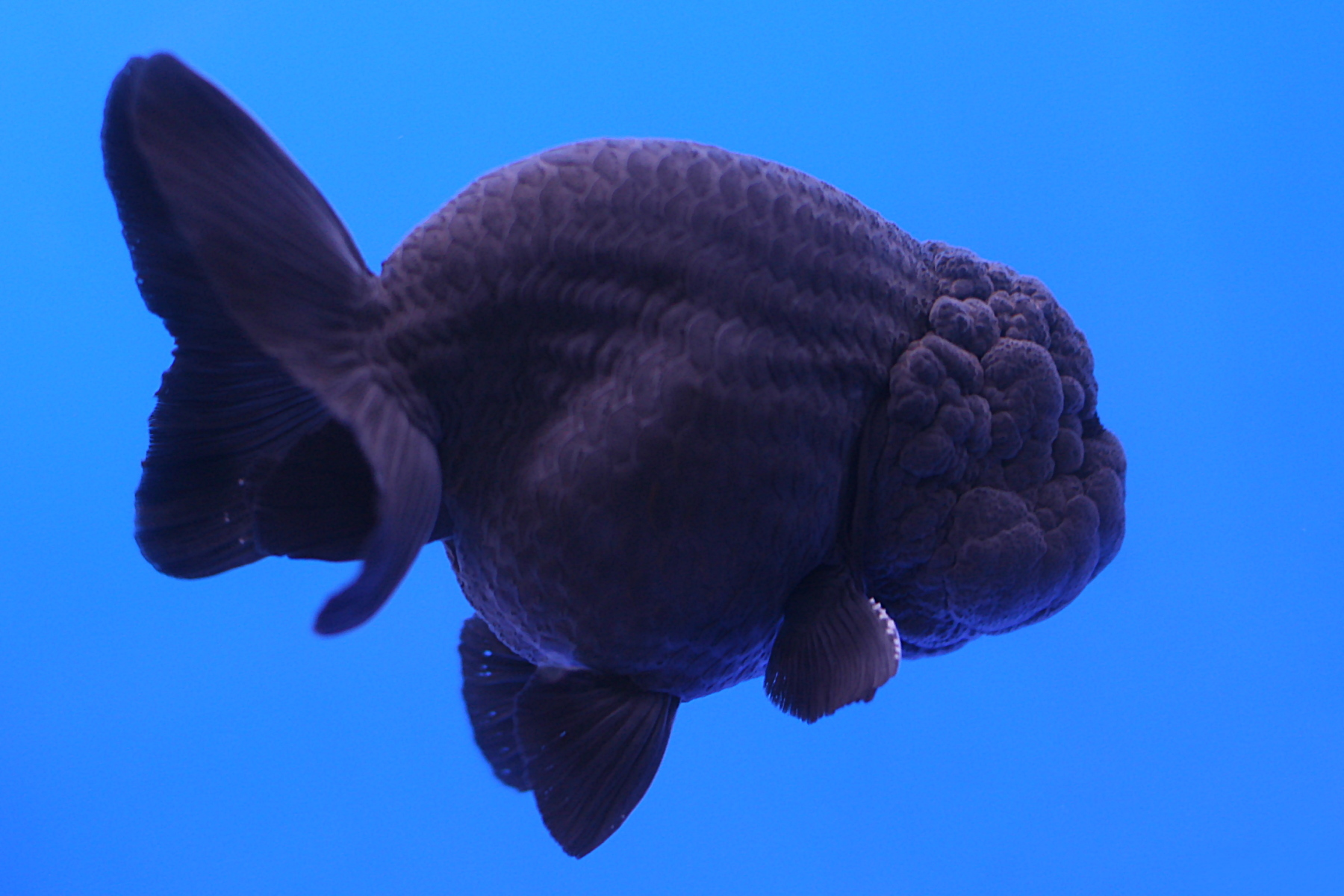
czarna forma ranchu